# Georg Hoprich
Georg Hoprich (* 29. Dezember 1938 in Daia, Siebenbürgen; † 9. April 1969 in Cisnădie) war ein rumäniendeutscher Lyriker.

## Leben
Georg Hoprich wurde als Sohn eines Bauern in Thalheim (Daia) bei Hermannstadt (Sibiu) geboren. Er besuchte das Gymnasium in Hermannstadt und studierte ab 1956 Germanistik in Bukarest. Er kam nach einem Schauprozess wegen eines einzigen „staatsfeindlichen“ Gedichtes („Wir sind ein bleiches Volk“) 1961 ins Gefängnis. Nach seiner Entlassung 1964 war er weiterhin der Bespitzelung durch die Securitate ausgesetzt. Er konnte zwar 1967 sein Studium abschließen, eine Betätigung als Lehrer wurde ihm allerdings danach untersagt. Hoprich lebte in einem Zustand ständiger Unsicherheit und beging 1969 Selbstmord.
1983 erschien in Bukarest eine Werkausgabe seiner Lyrik. Im 1987 erschienenen Heft 147 der Literaturzeitschrift „die horen“, das sich rumäniendeutschen Schriftstellern widmete, waren acht Gedichte von Hoprich abgedruckt: „Die Poeten“ (entstanden 1967), „Erinnerung (I)“ (1965), „Ich bleibe manchmal stehn“ (1960), „Im Juli“ (1967), „Ein Lied vorbei“ (1965), „Die Akazie“ (1967), „Der Weg des Opfers“ (1968) und „Miraclia“ (1969).

## Werke
- Gedichte. Aus dem Nachlass hrsg. von Stefan Sienerth. Bukarest: Kriterion-Verlag 1983.
- Bäuchlings legt sich der Himmel. Gedichte. Leipzig: Reinecke & Voß 2011. ISBN 978-3-942901-00-0